# فصة أرضية
الفصة الأرضية (باللاتينية: Medicago hypogaea) نوع نباتي يتبع جنس الفصة من الفصيلة البقولية.

## الموئل والانتشار
النبات واطن في بلاد الشام ومصر وقبرص وتركيا.

## مرادفات للاسم العلمي
- (باللاتينية: Factorovskya aschersoniana (Urb.) Eig)
- (باللاتينية: Trigonella aschersoniana Urb.)